# 協和 (年號)
協和（Hiệp Hoà），1883年7月（嗣德三十六年六月）越南阮朝阮福昇即位，以1884年为協和元年，12月（嗣德三十六年十一月廿九），協和帝被毒杀，侄子阮福昊即位，结果1884年为建福元年，協和年号没有实行。